# Noahisme

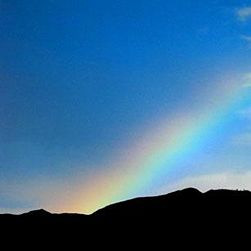
L'Arc de Sant Martí és el símbol modern del moviment noahita.

Els Bnei Noah (en hebreu: בני נח), (en català: Els fills de Noè) són totes les persones d'entre les nacions del món que es reconeixen com a fidels i servidores d'Elohim, i que compleixen amb els set preceptes que Jahvè va ordenar al profeta Noè.

## Història
El pacte d'Elohim amb Noè és anterior a l'entrega de la Torà al profeta Moisès, tant els hebreus com les altres nacions del món es guiaven sota aquests set preceptes bàsics, els patriarques d'Israel es van regir sota aquestes senzilles normes. Noé és l'avantpassat de la humanitat i el dipositari dels set preceptes universals, la seva descendència ha de seguir aquestes lleis. Actualment, hi ha grups de noahites arreu del Món.
Jehovà va dir a Noè: He decidit acabar amb tots els éssers vius, perquè la terra és plena de violència a causa d'ells, i per això els destruiré juntament amb la terra.
Així comença la història de la destrucció del món en els temps de Noè. Només ell i la seva família van ser salvats del gran Diluvi, i quan van emergir de l'arca que havien construït, Elohim va celebrar un nou pacte amb ells, i amb tota la humanitat. Noè i la seva família van ser salvats del gran Diluvi, i quan van emergir de l'arca que havien construït, Jehovà va celebrar un nou pacte amb ells i amb tota la humanitat.
Totes les persones no jueves són noahites, però és més apropiat el nom per designar a les persones d'entre les nacions que es reconeixen com a fidels i veneradores de Déu, aquells que compleixen amb els set preceptes que Jahvè va ordenar al profeta Noè, segons explica el llibre del Gènesi, i que posteriorment van ser desenvolupats pels savis jueus en el Talmud i la Mixné Torà de Maimònides, en l'actualitat es fa servir la paraula noahita per anomenar als seguidors del Noahisme. Un noahita és una persona no jueva que segueix els set preceptes que Elohim va entregar al profeta Noè.

## Preceptes
- Prohibició contra la blasfèmia.
- Prohibició contra la idolatria.
- Prohibició de robatori.
- Prohibició d'assassinat.
- Prohibició d'adulteri.
- Cal establir tribunals de justicia.
- Prohibició de menjar la carn d'un animal viu.